# Sions Sånger och Psalmer
Sions Sånger och Psalmer är en psalmbok, utgiven av den gammallæstadianska Sveriges fridsföreningars centralorganisation (SFC). Boken innehåller 96 sånger. År 2011 publicerade SFC sångboken digitalt. År 2017 publicerades nya sångboken digitalt. 
Tryckta utgåvor
- Ett urval av psalmer och Sions sånger, SFC 1987.
- Sions sånger : Psalmer, SFC 1991. ISBN 91-971625-0-7

## Jesu liv på jorden
```
1 
Barn av nåden här på jorden
 ((Okänd översättare)).
2 
Stilla natt, heliga natt
  
3 
Brist ut i tåreflod

4 
Från örtagården leder
 
5 
I Jesu bröder, systrar här
 
6 
I tron jag ser din pina

7 
Se den fagra morgonsolen
```

## Jesu återkomst
```
8 
Han kommer genast, Jesus

9 
En gång hör vi kallelseklockorna slå
 (Ö: Tarja Alatalo och Pirkko Sulila 1990)
10 
O bröder, systrar, glädjens nu däröver
```

## Guds nåd i Kristus
```
11 
O, tro ur morgonrodnad född
 (Ö: Ingvar Brännström)
12 
O Gud, min Gud, vad jag är glad

13 
O, huru ljuvlig fägring

14 
Nu bort med allt som ängslar
```

## Sion, Guds rike
```
15 
Hör, Jesu blod, det talar

16 
Mitt hjärtas längtan det blott är

17 
Guds nåd så ymnigt flödar

18 
Stor är vår Faders kärlek
```

## Vandring i främmande land
```
19 
O, sälla dag jag haver

20 
Vi på resa hemåt tåga

21 
Min Jesus är tryggaste hamnen

22 
Ett saligt barn till Gud jag nu är

23 
Din väg, o arme vandringsman

24 
Den som på färden genom livet

25 
Det lilla barnet ofta lär
```

## Himmelsk hemlängtan
```
26 
Med sitt blod på Långfredagen

27 
Än en liten tid vi dröja

28 
Hem till himmelen jag längtar

29 
Ett hem för mig berett där ovan är

30 
Mitt hem det är i himmelen

31 
I salighetens boning

32 
Det är mitt hjärtas längtan

33 
O, Jesus kär, när vill du hämta mig

34 
Vandringsmannen ständigt längtar

35 
Här så ofta under ökenvandrandet

36 
Om hemmet en sång jag vill sjunga

37 
O, vad sällhet det skall bliva

38 
Det finns ett hem, dit stormens brus

39 
Vem är den stora skaran där

40 
Mitt hjärtas längtan mången gång

41 
Så låtom oss på jorden nu alla vara glad

42 
Inför brudgummen klingar
```

## Tack- och lovsång
```
43 
O, att jag kunde min Jesus prisa

44 
Mina synder de äro förlåtna

45 
Tack, min Gud, för vad som varit

46 
Jesus jag lovsjunger

47 
Se fågeln som sitter på gungande gren
```

## Vigsel
```
48 
Herre, vi ber dig välsignelsen giva
```

## Barn
```
49 
Det blir något i himlen för barnen att få

50 
Jag är ej för liten

51 
Tryggare kan ingen vara

52 
När du i tro framåt går

53 
Jesus, barnens käre vän

54 
Jesus, du bevara må

55 
Nu är den långa dagen slut

56 
I kärleksfulla armar
```

## Ungdom
```
57 
Nu är jag frälst från synd och sorg och döden

58 
Det är så ljuvt att redan i sin ungdom

59 
Herre kär, mitt unga liv

60 
O Herre kär, i ungdomstid

61 
Vinterns makt är åter bruten

62 
Ni unga ej behöver

63 
Giv, Herre, din välsignelse
```

## Vid sammankomstens början och slut
```
64 
När dina barn tillsammans är

65 
Faren väl, i vänner kära

66 
Vi slutar nu i Jesu namn
```

## Kyrkoårets högtider
```
67 
Vi ber dig, våra fäders Gud

68 
Himlens stjärna fordom ledde

69 
Kom till mitt arma hjärta

70 
Med tacksamhet jag prisar

71 
Vak upp, gör bättring, du kristenhet
```

## Guds treenighet
```
72 
O Herre Gud i himmelrik
```

## Guds ord
```
73 
Jag vet en blomma, skön och blid

74 
Du sänt oss, Gud, ditt helga ord

75 
Förbliv hos oss, o Jesus Krist
```

## Guds nåd i Kristus
```
76 
Den enda glädje som jag vet

77 
Ditt ljuva minne, Jesus kär

78 
Kristus, uppenbara för oss

79 
Din nådastol jag närmar mig

80 
Skynda, o själar, ty hastigt förrinner

81 
Liksom vandraren i längtan
```

## Guds rike
```
82 
Kungör, o Herre, din allmakt, din ära

83 
Guds församling, håll i minne

84 
Om blott Jesus, vår Herre, går med oss till strid
```

## Tack- och lovsång
```
85 
Lov, pris och tack ske dig, o Fader kära!

86 
Mitt hjärta ständigt sjunger

87 
Att prisa dig är underbart

88 
Ljud högt, du psalm, att lova

89 
Fröjdetoner klingar klara
```

## Årets tider
```
90 
Vår jord i frostvitt täcke lyser

91 
Vårt land i ljuvlig fägring
```

## Morgon och kväll
```
92 
O du min tröst och salighet

93 
Kom du med mig, min Herre Jesus
```

## Nattvarden
```
94 
Ett livets bröd vill Jesus Krist
```

## Ungdom
```
95 
Ren tidigt du beredde
```

## Fosterlandet
```
96 
Signa oss, Gud, och bevara!
```